# Agua Hedionda
Agua Hedionda es un balneario localizado en Cuautla Morelos (México), a 100 km al sur de la Ciudad de México.
Su nombre proviene quizá por el olor que se percibe (semejante a "huevo podrido"), pues es un balneario de aguas sulfurosas, siendo uno de los manantiales de dichas aguas más importantes del mundo. Sin embargo, el olor no es desagradable. 

## El manantial
Las aguas son producto del deshielo de los volcanes Popocatépetl e Iztaccíhuatl. Quizá ya desde la antigüedad, visitaban el manantial los indígenas precolombinos residentes de esta área (como los teotihuacanos, los chalcas, los tlahuicas y los aztecas). Los primeros análisis químicos del agua fueron realizados a finales del siglo XIX y la construcción de la estructura actual fue hecha por el gobierno mexicano en 1928.
Dentro de una enorme área rodeada de jardines y árboles ancestrales, el balneario cuenta con 2 albercas de agua de constante flujo (una de 80×20 m y otra de 50×20 m) y 8 albercas privadas rodeadas de jardín. Entre los servicios se encuentra: baños, vestidores, chapoteaderos, tinas de hidromasaje, tobogán, juegos infantiles, cafetería, y guardavalores. Todo esto, aunado a su clima subtropical, hace que Agua Hedionda sea una atracción turística para nacionales y extranjeros. El balneario abre sus puertas todos los días del año.
El agua del balneario está catalogada a nivel mundial como una de las mejores en cuanto a su pureza, transparencia y composición químico-mineral. No es caliente (27 °C) y brota de manera natural de un manantial, con una intensidad de más de 800 L/s

## Efectos medicinales
El agua de Agua Hedionda no solo es rica en azufre, sino que el "desgaste" natural de sus minerales resulta en radiactividad, y en el caso de Agua Hedionda, la segunda más alta del planeta; pero como balneario, es el de más radiactividad en el mundo, pues Brembach ha cerrado sus puertas (ver abajo). Estas características hacen que el balneario sea considerado como una fuente minero-medicinal importante ya que se dice que las aguas sulfurosas son beneficiosas para los trastornos de piel, del aparato respiratorio y locomotor.
Asimismo, existe aceptación empírica que las aguas radiactivas tienen efectos sedantes y analgésicos, siendo también beneficiosas para combatir el estrés, la ansiedad y la depresión.

## Radiactividad del agua
Análisis comparado de la radiactividad del Balneario de Agua Hedionda:
1. Brembach, Alemania--------- 805 MMC (Cerrada al público)
2. Agua Hedionda, México ----- 783 MMC
3. Joachimsthal, República Checa---- 240 MMC
4. Valdemorillo, España------- 219 MMC
5. Lledischia, Italia--------- 198 MMC
6. Gadstein, Austria---------- 81 MMC
7. Jerez, España-------------- 62 MMC
8. Luchon, Francia------------ 48 MMC
9. Luso, Portugal------------- 34 MMC
10. Agua Hedionda, [México Cuautla, Morelos] ------- 1560 MSNM

- (MMC= Millonésima de microgramo cúbico)

## Análisis químico del agua*
- pH: 6,45
- Sólidos Volátiles: 51,30 ppm
- Sólidos Fijos: 2017 ppm
- Sólidos Totales:2530 ppm
- Calcio: 521 ppm
- Magnesio: 26,1 ppm
- Sodio: 72,1 ppm
- Cloruros: 98,6 ppm
- Sulfatos: 1059,6 ppm
- Ácido Sulfhídrico: huellas

(ppm= partes por millón)